# Мертвица (приток Луги)
Мертвица (фин. Kullanjoki) — река в России, протекает по Кингисеппскому району Ленинградской области.
Вытекает из протоки Россонь, течёт на север. Устье реки находится в 18 км от устья Луги по левому берегу. Длина реки составляет 10 км.
У устья реки расположена деревня Большое Кузёмкино. Также протекает мимо деревень Ханике, Ударник, Ропша.

## Данные водного реестра
По данным государственного водного реестра России относится к Балтийскому бассейновому округу, водохозяйственный участок реки — Луга от в/п Толмачево до устья. Относится к речному бассейну реки Нарва (российская часть бассейна).
Код объекта в государственном водном реестре — 01030000612102000026671.